# Santi Isidoro ed Eurosia

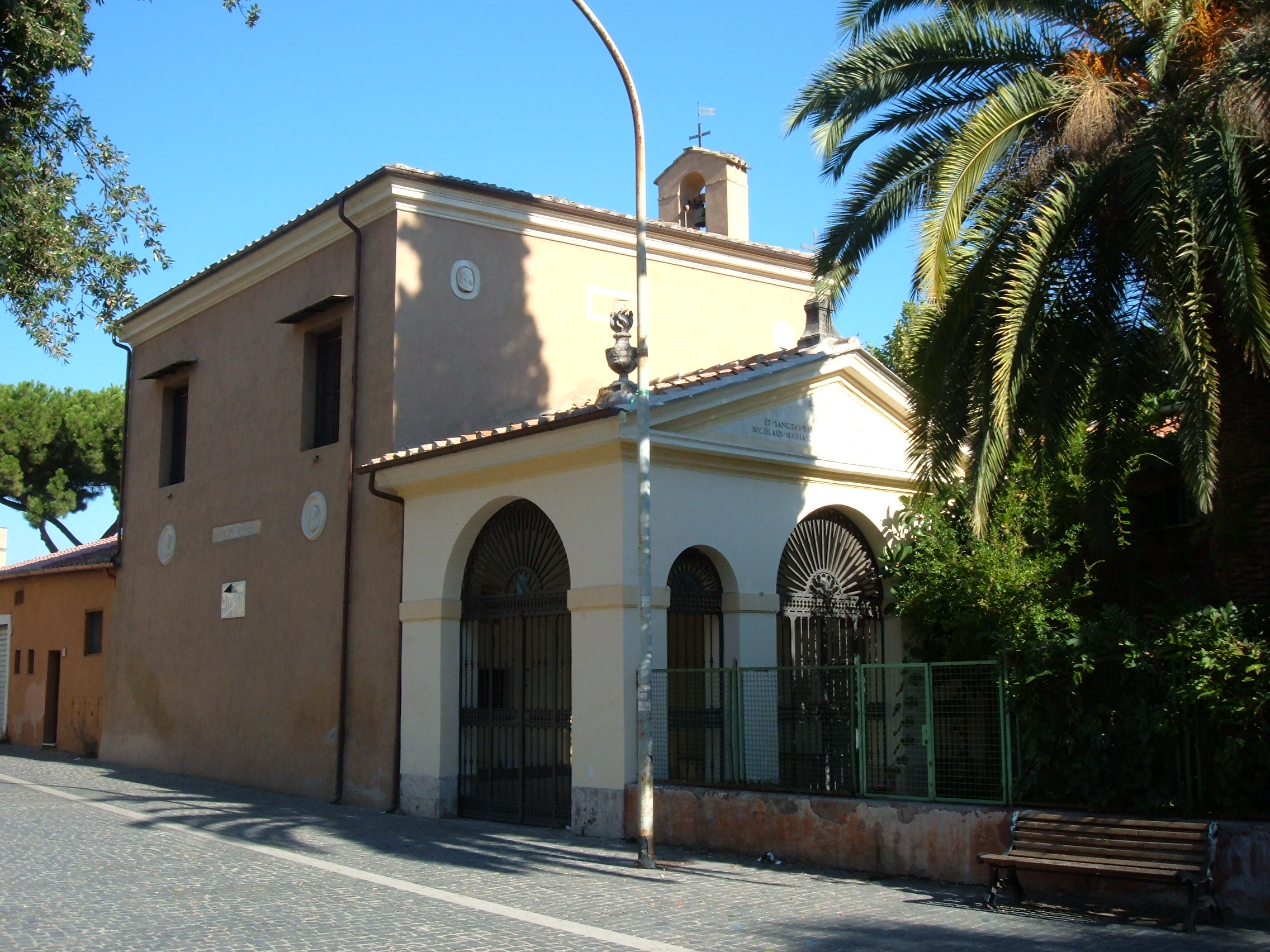
Vista da igreja.

Santi Isidoro ed Eurosia, popularmente conhecida como La Chiesoletta, é um oratório localizado na Via delle Sette Chiese, 101, no bairro de Garbatella, no quartiere Ostiense de Roma. É dedicada a Santo Isidoro, o Lavrador e a Santa Orósia (de Jaca, na Espanha).

## História

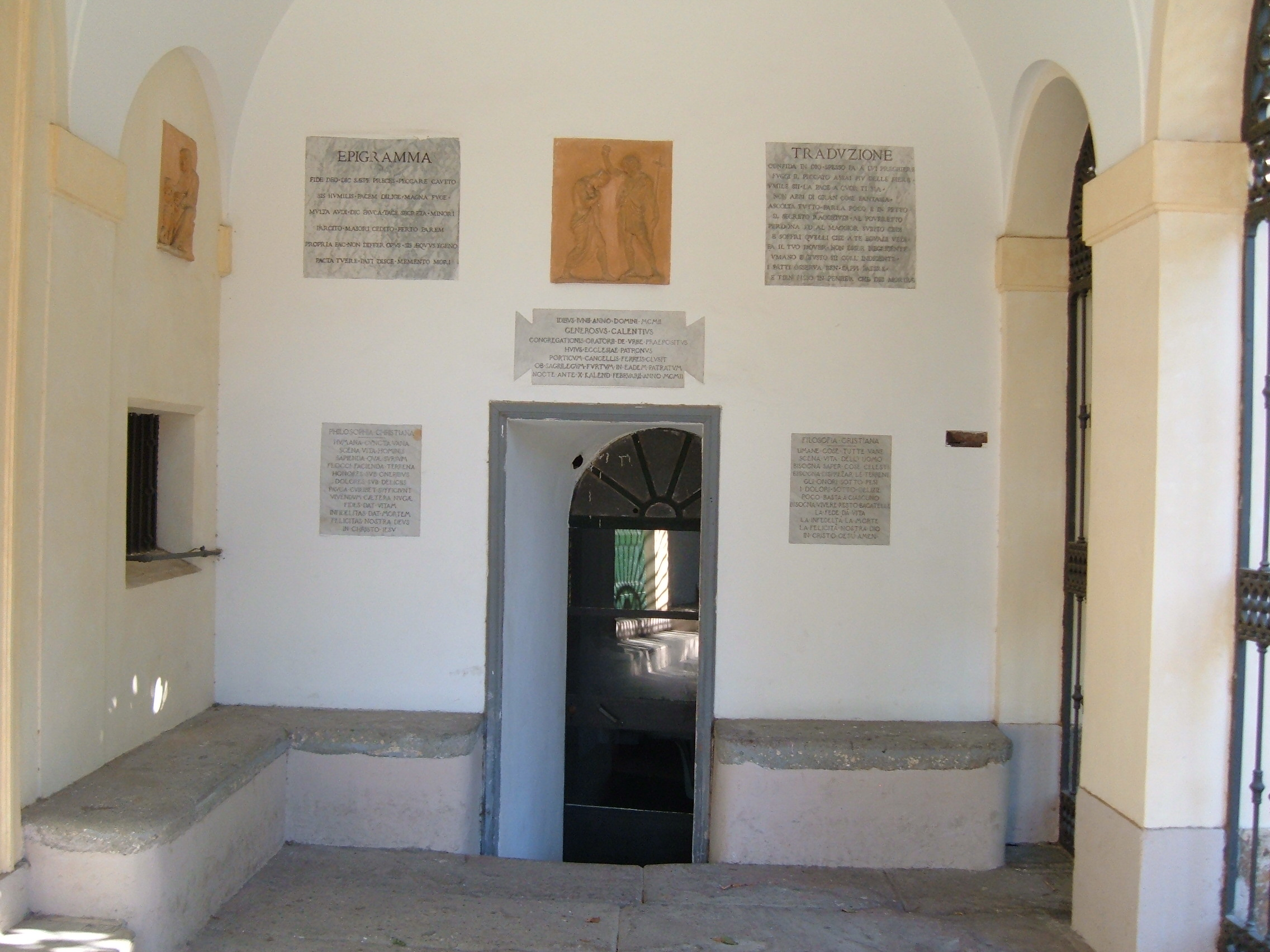
Detalhe no interior.

Esta foi a primeira igreja construída em Garbatella, em 1818, quando a região ainda era completamente rural. O patrono foi Nicola Maria De Nicolai, um padre e proprietário de terras que a construiu para servir aos trabalhadores de sua fazenda. O local escolhido ficava na rota de peregrinação entre San Sebastiano fuori le Mura e San Paolo fuori le Mura, a Via delle Sette Chiese (uma referência às "Sete Igrejas" de peregrinação de Roma), o que aumentava o influxo de fieis. Segundo Mariano Armellini:
| “ | ...está situada no local chamado Via Paradisi, como se lê em uma lápide de mármore branco com letras pintadas de chumbo afixada na face meridional da igreja ao longo da estrada, entre dois medalhões de mármore branco, nos quais estão esculpidos em relevos "São Carlos Borromeu" em um e "São Filipe Néri" em outro, uma lembrança do encontro ocorrido entre os dois santos em 1575 em uma visita que ambos faziam às Sete Igrejas. | ” |

Depois de um longo período de abandono, esta igreja privada foi adquirida em 1889 pelo famoso padre oratoriano Generoso Calenzio e restaurada. Este foi o início da presença da Congregação do Oratório, fundada por São Filipe Néri, em Garbatella. Em 1902, o pórtico recebeu grades de ferro depois de ter sido assaltada. Em 1915, o monsenhor Calenzio faleceu e deixou a propriedade para a Santa Sé. Contudo, como havia pouquíssimas pessoas vivendo na região, a herança foi recusada e revertida para a família dele. A decisão se mostrou equivocada pois menos de dez anos depois começou o rápido desenvolvimento urbano do bairro. Em 1924, os oratorianos compraram a igreja e estabeleceram ali o primeiro centro para realização de missas diárias do novo subúrbio.
Por conta de seu tamanho diminuto, Santi Isidoro passou a ser conhecida como La Chiesoletta nesta época. Todavia, conforme a população crescia, a igreja se mostrou pequena demais e, em 1952, a nova igreja de San Filippo Neri in Eurosia foi construída no terreno ao lado para o leste, no número 103. Na mesma época uma nova paróquia foi criada, com os oratorianos no comando. Duas novas reformas foram realizadas, em 1989 e em 2009, e a igreja atualmente é muito valorizada como patrimônio histórico do bairro.
Atualmente é uma igreja anexa da paróquia de San Filippo Neri in Eurosia.

## Descrição

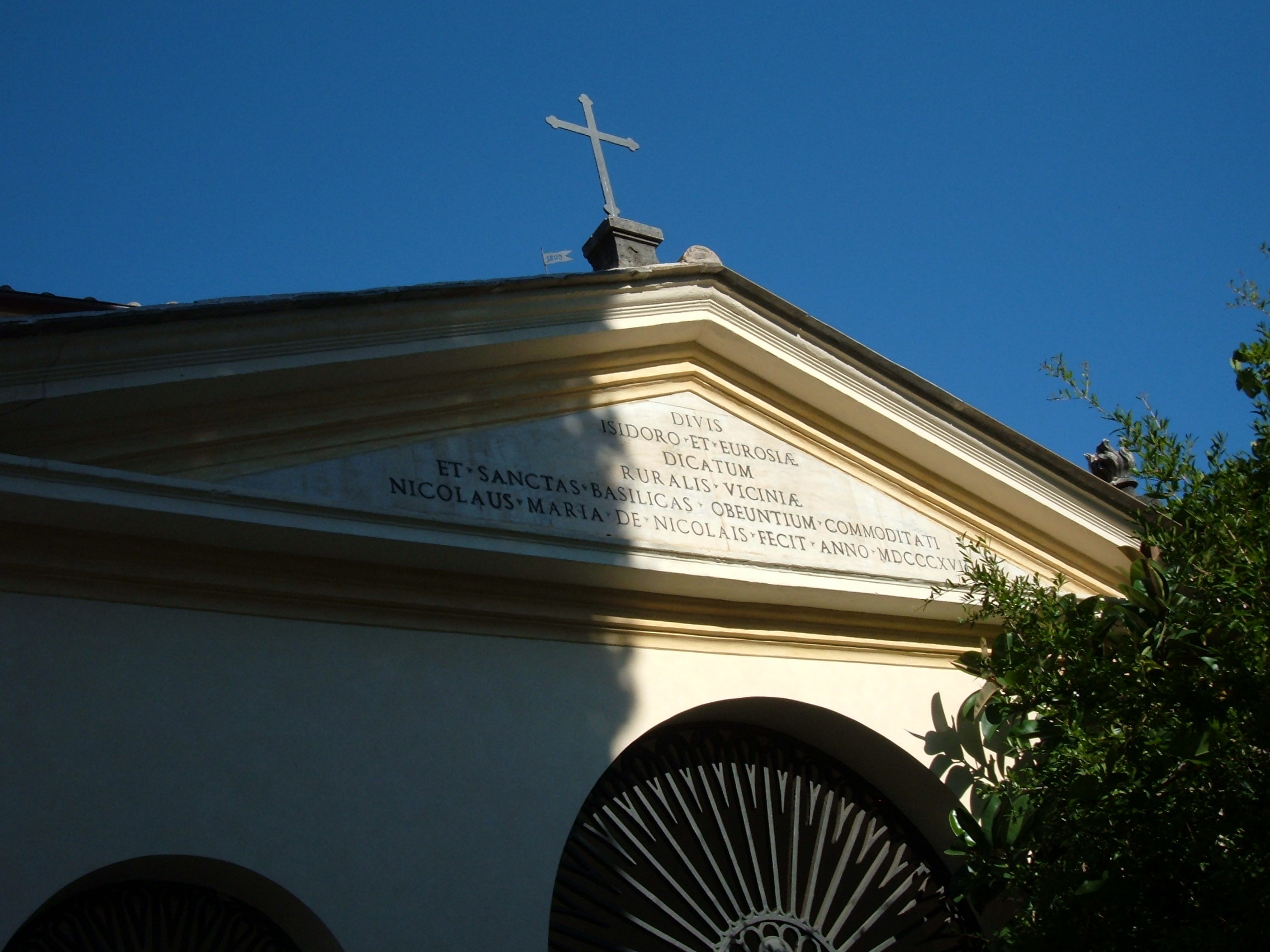
Detalhe do frontão do pórtico.

A estrutura tem o formato de uma pequena caixa simples de lado para a rua e encostado nela. Com dois andares de altura, a igreja tem, na realidade, uma planta trapezoidal, pois a parede do fundo é mais larga que a da entrada. Há ainda um gablete com apenas uma abertura para o sino e coberto por um telhado na parede direita. 
O pórtico na fachada, com três portais arcados na frente e pintado de branco, é atribuído a Valadier. O do centro é muito maior que os laterais e tem o mesmo tamanho que os dois grandes portais arqueados nas paredes laterais. Estes arcos estão assentados sobre impostas em formato de bloco pintadas de amarelo. Sobre ele está um frontão triangular, com o tímpano emoldurado em amarelo e com a seguinte inscrição:
| “ | Divis Isidoro et Erosiae dicatum, ruralis vicinae et sanctas basilicas obeuntium commoditati, Nicolaus Maria de Nicolais fecit, Anno DDCCCXVIII. | ” |

Um par de urnas finiais decora as extremidades do frontão; o central é a usual cruz de metal acima de um cipo. No pórtico estão três relevos em gesso atribuídos a Canova: "Virgem e o Menino com São João Batista", "Batismo de Cristo" e "Cristo Recebendo as Crianças".
O interior tem uma nave única, um único altar central, quatro janelas laterais e uma cantoria. Este altar é revestido em mármore multicolorido e o resto do interior é pintado em imitação.